# Пролетарский (Белгородская область)
Пролета́рский — посёлок городского типа в Ракитянском районе Белгородской области России, административный центр городского поселения «Посёлок Пролетарский».
Население — 9040 чел. (2021).
Железнодорожный узел (Готня) на пересечении линий Белгород — Сумы и Льгов — Харьков.

## История
4 декабря 1938 года селение Готня было преобразовано в рабочий посёлок Пролетарский.

## Население
| 1959  | 1970  | 1979  | 1989  | 2002  | 2009  | 2010  | 2012  | 2013  |
| ----- | ----- | ----- | ----- | ----- | ----- | ----- | ----- | ----- |
| 3795  | ↗5477 | ↗6915 | ↗8167 | ↗8675 | ↗8690 | ↘8654 | ↗8756 | ↗8811 |
| 2014  | 2015  | 2016  | 2017  | 2018  | 2019  | 2020  | 2021  |       |
| ↗8905 | ↗8977 | ↗9034 | ↘9019 | ↘8950 | ↘8938 | ↗8967 | ↗9040 |       |

## Экономика
Среди промышленных предприятий посёлка действуют предприятия железнодорожного транспорта, экспериментальный завод рыбных комбикормов. Производство мяса птицы, свинины, говядины.

## Транспорт
По состоянию на осень 2015 года, через станцию Готня пассажирское (только пригородное) сообщение сохраняется только на участке Белгород — Хотмыжск.
Пригородное сообщение со станциями МЖД полностью прекращено весной 2013 года.
Приграничное пригородное сообщение со станциями ЮЖД полностью и окончательно прекращено в начале 2015 года.